# Naibenu
Naibenu (indonesisch Naibenu) ist ein indonesischer Distrikt (Kecamatan) im Westen der Insel Timor.

## Geographie
| „Dorf“ (Desa) | Verwaltungssitz | Fläche | Einwohner | Bevölkerungs- dichte |
| ------------- | --------------- | ------ | --------- | -------------------- |
| Sunsea        | Sunsea          | 28 km² | 1.408     | 50,28                |
| Bakitolas     | Bakitolas       | 10 km² | 1.536     | 153,60               |
| Benus         | Benus           | 25 km² | 1.096     | 43,84                |
| Manamas       | Manamas         | 25 km² | 1.388     | 55,52                |

Der Distrikt befindet sich im Westen des Regierungsbezirks Nordzentraltimor (Timor Tengah Utara) der Provinz Ost-Nusa-Tenggara (Nusa Tenggara Timur). Im Nordosten liegt der Distrikt Nordinsana (Insana Utara), im Osten Ostmiomaffo (Miomaffo Timur) und Zentralbikomi (Bikomi Tengah) im Süden. Im Osten grenzt Naibenu an die zum Staat Osttimor gehörende Exklave Oe-Cusse Ambeno.
Naibenu hat eine Fläche von 88 km² und teilt sich in die vier Desa Sunsea im Süden, Bakitolas und Benus im Zentrum und Manamas im Norden. Der Verwaltungssitz befindet sich in Bakitolas.  Benus und Manamas liegen in einer Meereshöhe von unter 500 m, Sunsea und Baikitolas zwischen 500 m und 700 m. Das Klima teilt sich, wie sonst auch auf Timor, in eine Regen- und eine Trockenzeit.

## Flora
Im Distrikt finden sich Vorkommen von Lontarpalmen, Bambus, Kokospalmen, Teak, Mahagoni und Lamtoro.

## Einwohner
2017 lebten in Naibenu 5.428 Einwohner. 2.560 sind Männer, 2.868 Frauen. Die Bevölkerungsdichte liegt bei 61,68 Personen pro Quadratkilometer. 5.423 Personen bekennen sich zum katholischen Glauben und fünf sind Protestanten. Im Distrikt gibt es fünf katholische Kirchen.

## Wirtschaft, Infrastruktur und Verkehr
Die meisten Einwohner des Distrikts leben von der Landwirtschaft. Als Haustiere werden Rinder (2.603), Büffel (4), Schweine (2.611), Ziegen (1.491), Hühner (7.601) und Enten (75) gehalten. Auf 200 Hektar wird Mais angebaut, auf 256 Hektar Reis, auf 200 Hektar Maniok, auf acht Hektar Süßkartoffeln und auf zwölf Hektar Erdnüsse. Außerdem werden Oranges, Bananen, Mangos, Papayas, Jackfrüchte, Avocados und Ananas geerntet.
In Naibenu gibt es sechs Grundschulen, drei Mittelschulen und eine weiterführende Schule. Zur medizinischen Versorgung stehen ein kommunales Gesundheitszentrum (Puskesmas), ein medizinisches Versorgungszentrum (Puskesmas Pembantu) und drei Hebammenzentren (Polindes) zur Verfügung.
34,0 Kilometer Straßen sind asphaltiert. Mit Kies sind 5,5 Kilometer Straßen bedeckt. Einfache Lehmpisten im Distrikt haben eine Länge von 14,6 Kilometer. Der öffentliche Verkehr wird betrieben durch fünf Kleinbusse, sieben Pick-ups, zwei Lastwagen und 115 Motorräder.